# 山口県立美術館

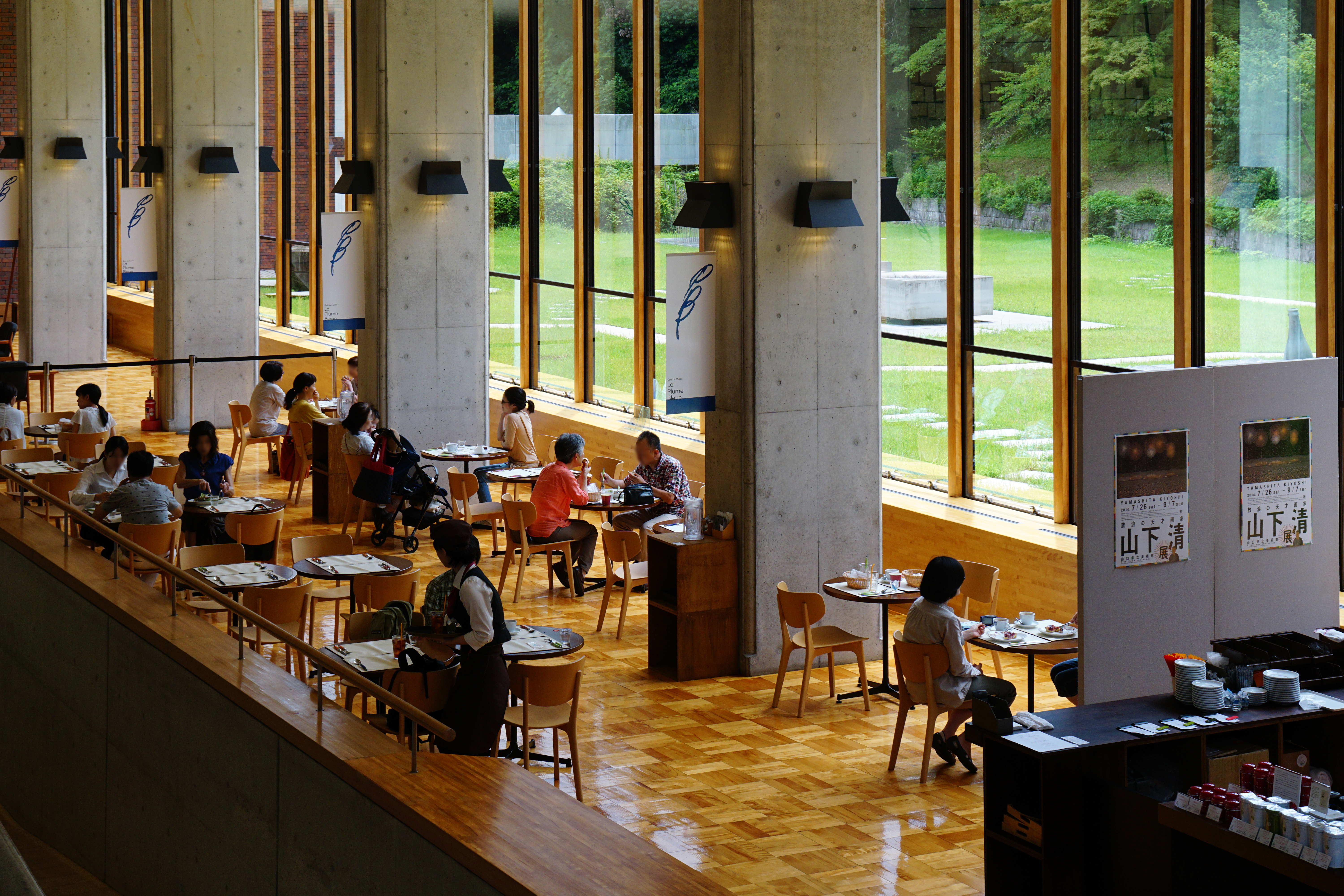
ミュージアムカフェ
"La Plume Bleue"

山口県立美術館（やまぐちけんりつびじゅつかん）は、山口県山口市にある公立美術館。

## 概要
山口市の市街地のほぼ中心部、日本の道100選に選ばれるパークロード沿い、山口大学経済学部の旧亀山キャンパス跡地（幕末は藩校山口明倫館があったところ）に位置する。鬼頭梓建築設計事務所の設計により1979年に開館した。周囲は山口県立図書館（山口県文書館）、山口県庁舎、山口サビエル記念聖堂などの並ぶ文教地区となっている。
山口県出身でシベリアの抑留体験を描いたシベリアシリーズで有名な画家、香月泰男の死後、手元に残っていた数多くの作品が遺族により山口県に寄贈されたのをきっかけにして建てられたもので、コレクションの中で特筆されるものは、そのシベリアシリーズである。他に、長州藩とゆかりの深い雪舟、狩野芳崖、戦後の画家では小林和作のものなどがある。

## 施設
- 展示室A、B、C、D、E、F
- ミュージアムカフェ
- ミュージアムショップ
- 講座室
- 県民の森（中庭）

## 建築概要
- 竣工 - 1979年3月
- 設計 - 鬼頭梓建築設計事務所
- 敷地面積 - 11,618.330平方メートル
- 建物面積 - 4,704.59平方メートル
- 延床面積 - 7,073.37平方メートル
- 構造・規模 - 鉄筋コンクリート造／地下1階・地上2階／一部鉄骨造
- 第7回日本建築家協会25年賞（2007年度）受賞[3]

## 主な所蔵品

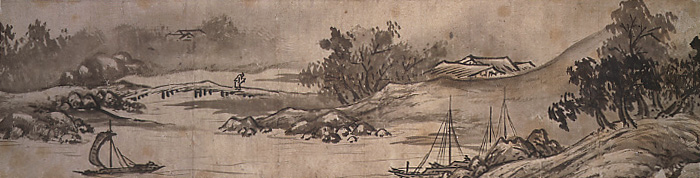
雪舟 山水図巻（重要文化財）

- 雪舟等楊 - 山水図巻（1474） 牧牛図・牧童（15世紀）、牧牛図・渡河（15世紀）、束帯天神図（1493）
- 雲谷等顔 - 群馬図屏風（桃山時代）、山水図 、絹本著色惟松円融像（寄託、重要文化財）
- 雲谷等益 - 瀟湘八景図（17世紀初期）、鯉図（17世紀前半）、絹本著色雪舟等楊像（寄託、重要文化財）
- 雲谷等与 - 絹本著色雪舟等楊像（1639、寄託）
- 雲谷等爾 - 陶淵明愛菊図（17世紀）
- 高橋由一 - 鴨図（1877）
- 小野竹喬 - 紺糸を干す（1912）
- 植田正治 - パパとママと子供たち（1949）
- 里見勝蔵 - 女（1931）

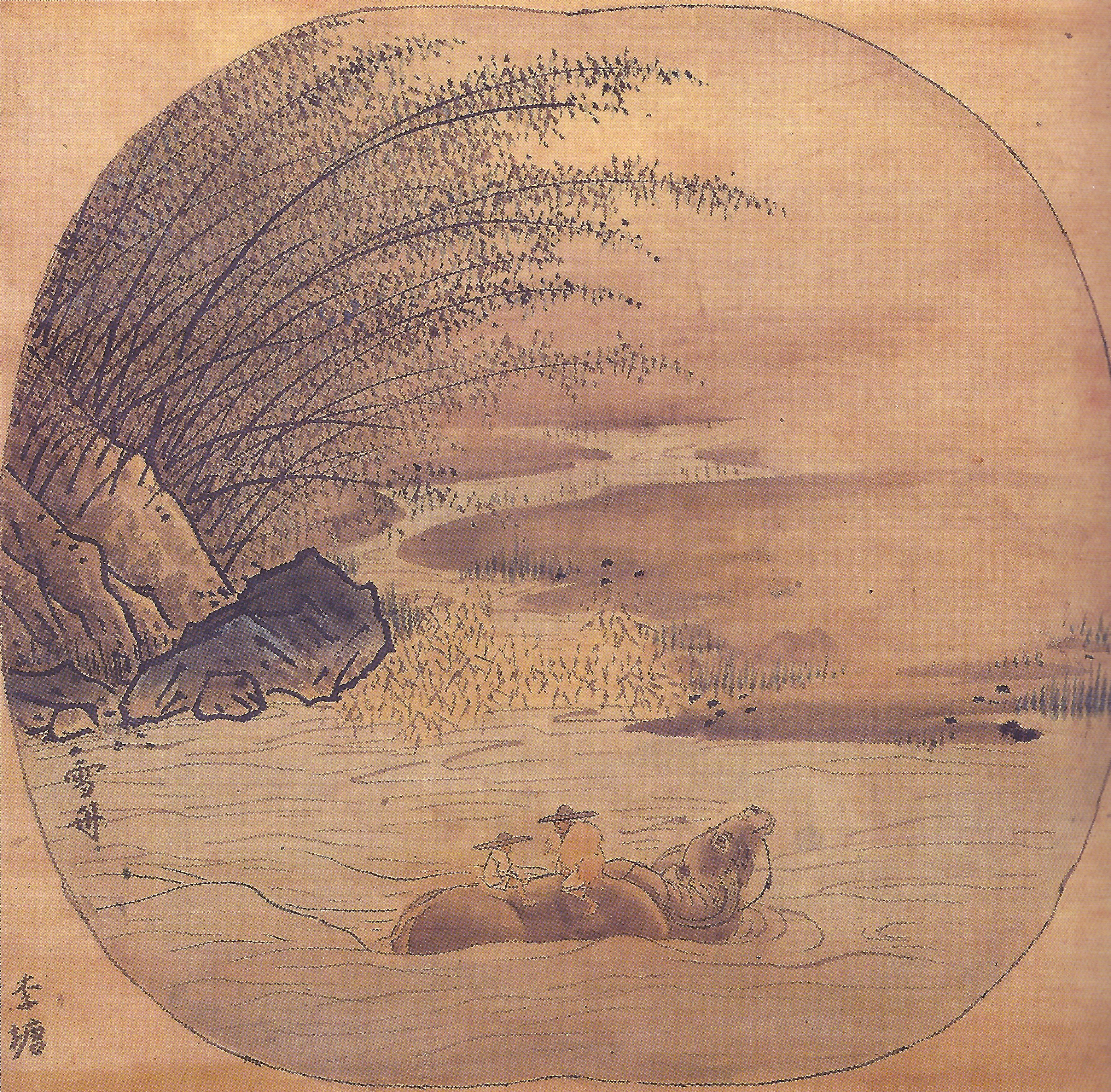
雪舟 牧牛図（渡河）（重要文化財）
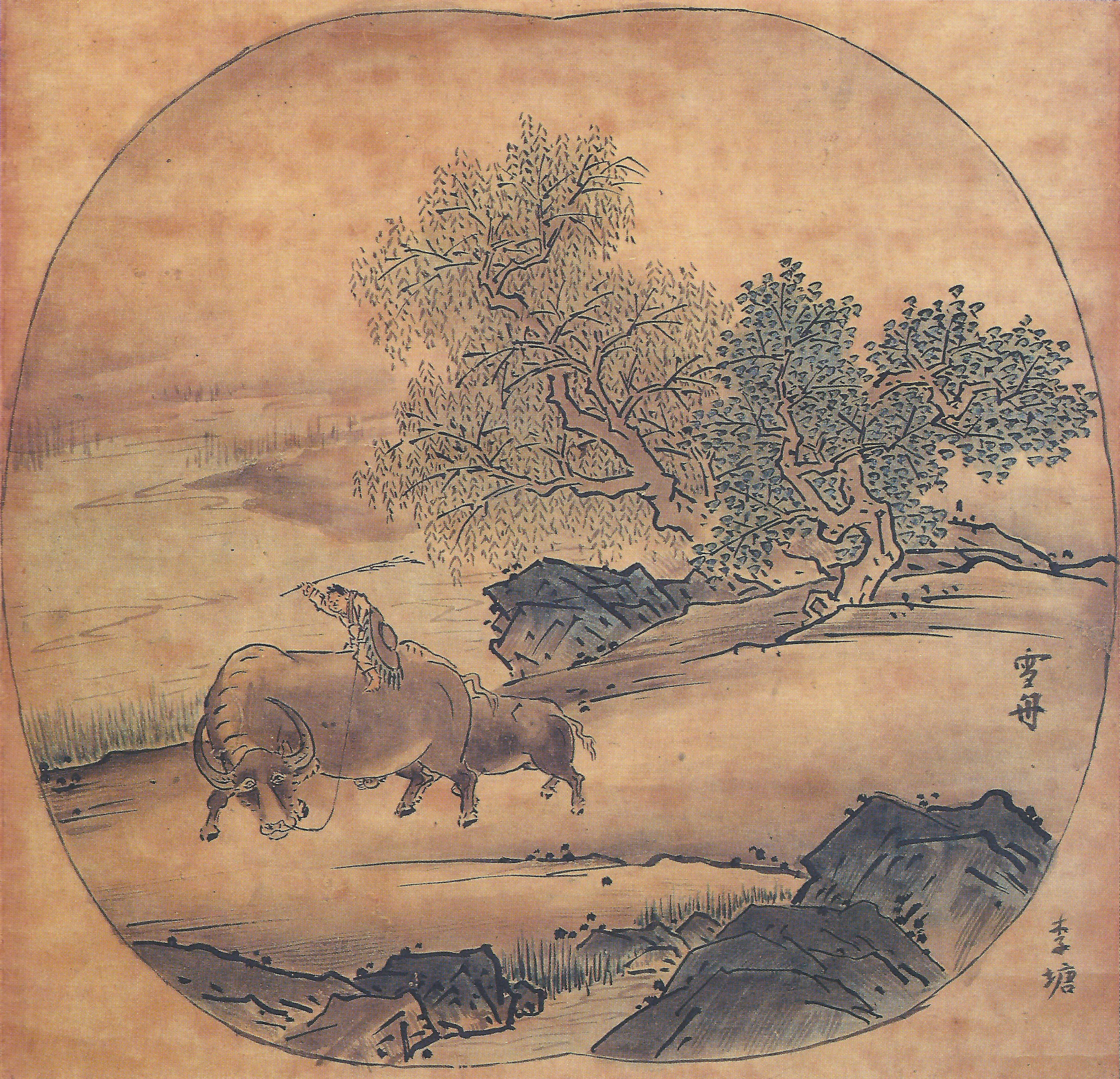
雪舟 牧牛図（牧童）（重要文化財）

## 利用常用
- 開館時間：9:00-17:00
- 閉館日：月曜日、年末年始

## 交通アクセス
- JR山口線山口駅から徒歩15分、または中国JRバスにて「美術館前」下車
- JR山陽新幹線・山陽本線新山口駅から防長交通バスにて「美術館前」「県庁前」「市役所前」下車

## 周辺
- 山口市役所
- 山口県立山口博物館
- 山口サビエル記念聖堂
- 山口県政資料館、山口県庁
- 瑠璃光寺、香山公園